# Tadeusz Adamczuk
Tadeusz Adamczuk (ur. 1956 w Zamościu) – polski artysta fotograf, muzyk. Członek rzeczywisty i Artysta Fotoklubu Rzeczypospolitej Polskiej Stowarzyszenia Twórców (AFRP). Członek Zamojskiego Towarzystwa Fotograficznego. Członek Zamojskiej Grupy Fotograficznej.

## Życiorys
Tadeusz Adamczuk, skrzypek w Orkiestrze Symfonicznej im. Karola Namysłowskiego w Zamościu, związany z zamojskim środowiskiem fotograficznym – fotografuje od początku lat 70. XX wieku. Mieszka, pracuje, tworzy w Zamościu. Z fotografią artystyczną związany od początku lat 80. XX wieku – wówczas (w 1980) został przyjęty w poczet członków rzeczywistych Zamojskiego Towarzystwa Fotograficznego. W tym samym roku po raz pierwszy zaprezentował swoje fotografie na indywidualnej wystawie autorskiej. Miejsce szczególne w jego twórczości zajmuje fotografia krajobrazowa, fotografia krajoznawcza, fotografia pejzażowa, fotografia reportażowa. Część jego twórczości bazuje na technice HDR (High Dynamic Range image). 
Tadeusz Adamczuk jest autorem oraz współautorem wielu wystaw fotograficznych; indywidualnych i zbiorowych. Jego fotografie prezentowane na wystawach pokonkursowych były wielokrotnie doceniane akceptacjami, medalami, nagrodami, wyróżnieniami, dyplomami, listami gratulacyjnymi (między innymi zostały wyróżnione Srebrnym oraz Złotym Medalem „Za Fotograficzną Twórczość”). Jego fotografie wielokrotnie publikowano w czasopismach o zasięgu regionalnym, ogólnopolskim oraz w specjalistycznej prasie fotograficznej (Gazeta Wyborcza, Poznaj Swój Kraj, Poznaj Świat, Tygodnik Zamojski, Zwierciadło, Foto, Foto-Kurier). Tadeusz Adamczuk jest również autorem artykułów, publikowanych w miesięcznikach Foto oraz Foto-Kurier. 
Od 2015 jest członkiem Zamojskiej Grupy Fotograficznej. W 2019 decyzją Kapituły Fotoklubu RP, został przyjęty w poczet członków rzeczywistych Fotoklubu Rzeczypospolitej Polskiej Stowarzyszenia Twórców (legitymacja nr 452).